# جیم رش
جیمز "جیم" رش (انگلیسی: James "Jim" Rash؛ زاده ۱۵ ژوئیهٔ ۱۹۷۰) یک بازیگر و فیلم‌نامه‌نویس اهل ایالات متحده آمریکا است. وی از سال ۱۹۹۵ میلادی تاکنون مشغول فعالیت بوده‌است.

## فیلم‌شناسی
سینمایی
- راه راه بازگشت
- گزارش اقلیت
- فرزندان
- مرا به ماه پرواز ده
- سوزان تنبل

تلویزیونی
- سی‌اس‌آی
- دوستان
- ان‌سی‌آی‌اس
- ویل و گریس
- ساتردی نایت لایو
- بابای آمریکایی!
- گلی